# Merbitz (Dresden)
Merbitz ist eine im Westen der sächsischen Landeshauptstadt Dresden gelegene Gemarkung, die seit 1994 als Ortsteil zur Gemeinde beziehungsweise Ortschaft Mobschatz gehört. Der Name Merbitz leitet sich vermutlich vom Vornamen des sorbischen Lokators Miran ab.

## Geografie

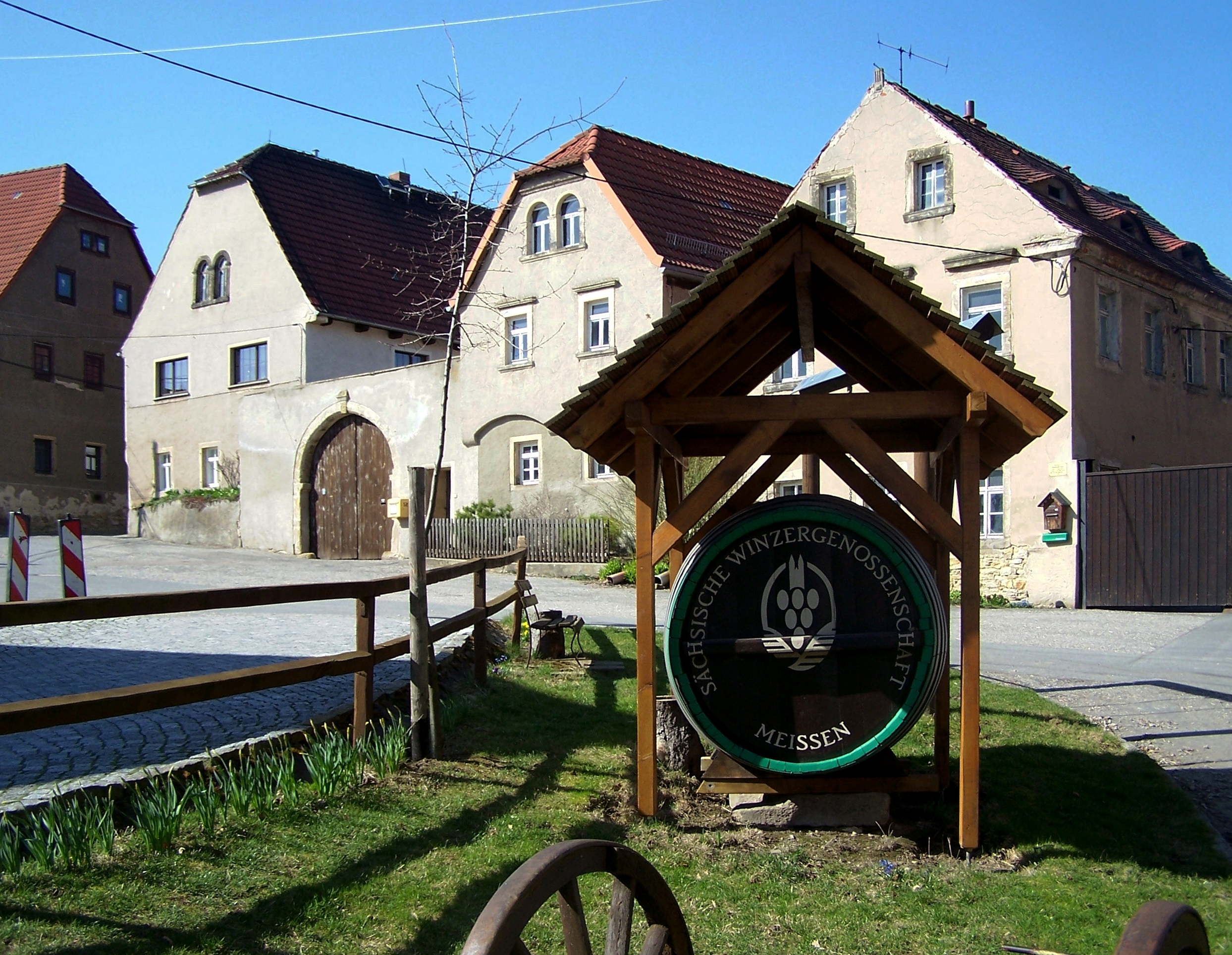
Dorfkern

Merbitz liegt 7 km westlich des Dresdner Stadtzentrums, der Inneren Altstadt, auf der linkselbischen, Meißner Hochland genannten Lösshochfläche. Der Rand des Elbtalkessels befindet sich nur reichlich 1 km weiter nordöstlich. Angrenzende Gemarkungen sind die anderen Mobschatzer Ortsteile Podemus im Südwesten, Alt-Leuteritz im Nordwesten und Mobschatz im Nordosten. In der Nachbarschaft von Merbitz liegen außerdem der Gompitzer Ortsteil Ockerwitz im Süden sowie das bereits zum Stadtbezirk Cotta gehörige Omsewitz im Osten. Die Gemarkung beziehungsweise der flächenmäßig identische Ortsteil Merbitz ist Teil des Dresdner statistischen Stadtteils Cossebaude/Mobschatz/Oberwartha.
Die südöstliche Flurgrenze des Ortsteils zu Ockerwitz und Omsewitz verläuft im Zschonergrund. Hier liegt zugleich mit 160 m ü. NN die tiefste Stelle der Gemarkung. Über die Merbitzer Flur verläuft in einem knapp 1 km langen Abschnitt östlich des Autobahndreiecks Dresden-West die A 4. Sie passiert den auf einer Höhe von 220 m ü. NN gelegenen Merbitzer Ortskern in nur 300 m Entfernung und wird hier von der Merbitzer Brücke überquert. Merbitz hat sich durch den erhaltenen Ortskern und die noch immer weitgehend unbebaute Flur seinen ursprünglichen dörflichen Charakter bewahrt. Am Dorfplatz stehen noch heute mehrere alte Bauerngüter. Viele von ihnen sind nach dem Dorfbrand von 1815 wiederaufgebaut worden. Daneben entstand nach 1990 ein kleines Gewerbegebiet.

## Geschichte
Der ursprünglich slawische sackgassenartig erweiterte Rundling Merbitz entstand wahrscheinlich bereits im 10. Jahrhundert und wurde am 24. Juli 1332, als das Dorf in den Besitz des St.-Afra-Klosters in Meißen überging, in einer Schenkungsurkunde als Merenwicz erstmals erwähnt. Der Ortsname leitet sich ab vom altsorbischen Personennamen „Miran“ oder „Miron“ und entwickelte sich anschließend recht geradlinig und zügig. Schriftlich überliefert sind die Namensformen Morenwicz (1378), Merenwitz (1402) und Merewicz (1445). Der heutige Name Merbitz taucht bereits in den Jahren 1524 und 1551 auf.

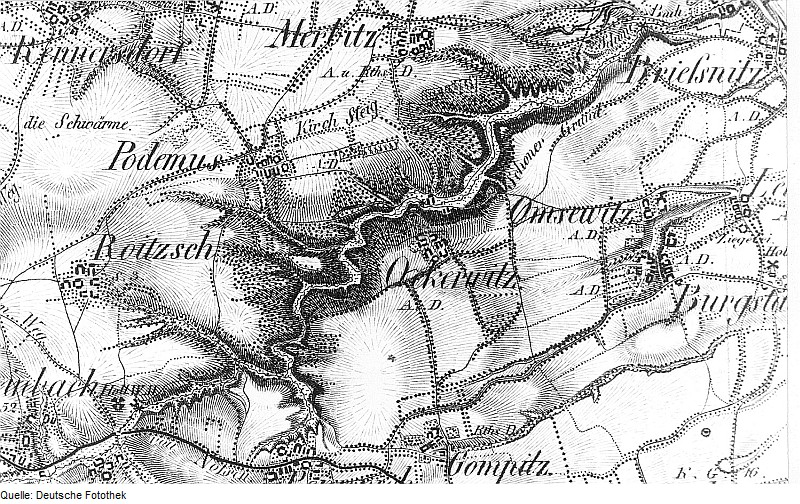
Merbitz und seine Nachbardörfer auf einer Karte von 1821

Merbitz war mit einer Blockgewannflur ausgestattet und etwa im Verhältnis 2:1 zwischen dem Meißner Augustiner-Chorherren-Stift und der Dresdner Bürgerfamilie Busmann aufgeteilt. Der kleinere Teil ging 1429 an das Dresdner Maternihospital über und der Klosterbesitz kam 1445 an Dietrich von Miltitz, der seine Grundherrschaft vom nahen Schloss Scharfenberg aus ausübte. Im Jahr 1580 verkaufte ein in Finanznot geratener Nachfolger Dietrichs seinen Teil des Dorfes an den sächsischen Kurfürsten August. Merbitz wurde somit zum Amtsdorf des Amts beziehungsweise der Amtshauptmannschaft Dresden. Die Zweiteilung des Dorfes bestand allerdings noch bis ins 19. Jahrhundert. Eingepfarrt war es seit dem 16. Jahrhundert nach Briesnitz.
Ackerbau und Viehhaltung waren zunächst die häufigsten Erwerbszweige der ortsansässigen Bauern. Im Jahre 1700 förderte ein Erlass Augusts des Starken den Obstanbau. Um Platz für die zahlreichen Neupflanzungen zu gewinnen, wurde seit dem 17. Jahrhundert sogar der Hang des Zschonergrundes abgeholzt. Auch Weinbau wurde betrieben, was ein erhaltener Bauernweinberg aus dem 18. Jahrhundert belegt. Noch bis zum Ersten Weltkrieg unterstützten zahlreiche Erntehelfer aus allen Teilen des Deutschen Reichs die Kirschernte.
Im Jahre 1830 wohnte der Theologe und Publizist Carl Christian Ernst Richter (1795–1863) einige Monate im Ort. Er war Herausgeber der sachsenweit einzigen unabhängigen und regierungskritischen Zeitung Biene und wanderte nach deren Verbot 1837 nach Amerika aus. Damit hatte er einen Anteil an der späteren Einleitung bürgerlicher Reformen in dem nunmehrigen Königreich, die eine Folge des Dresdner Maiaufstands aus dem Jahre 1849 waren. Mitte des 19. Jahrhunderts wurde Merbitz eine selbstständige Landgemeinde und ging 1857 eine Schulgemeinschaft mit Brabschütz ein. Seit dem 1. Juli 1950 war es ein Ortsteil von Brabschütz und kam mit diesem im Jahre 1994 zur Gemeinde Mobschatz, die wiederum am 1. Januar 1999 nach Dresden eingemeindet wurde.

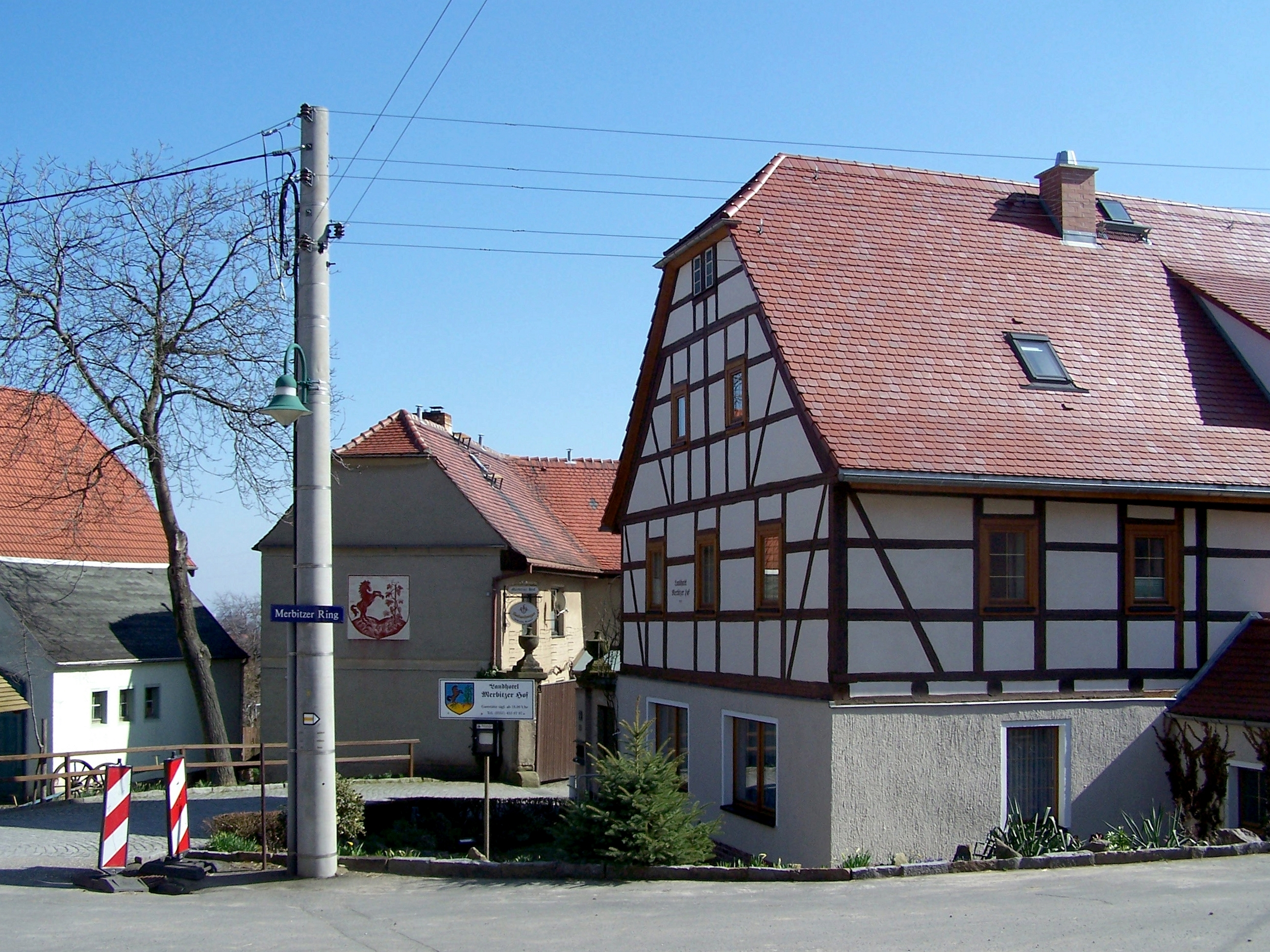
Landhotel „Merbitzer Hof“

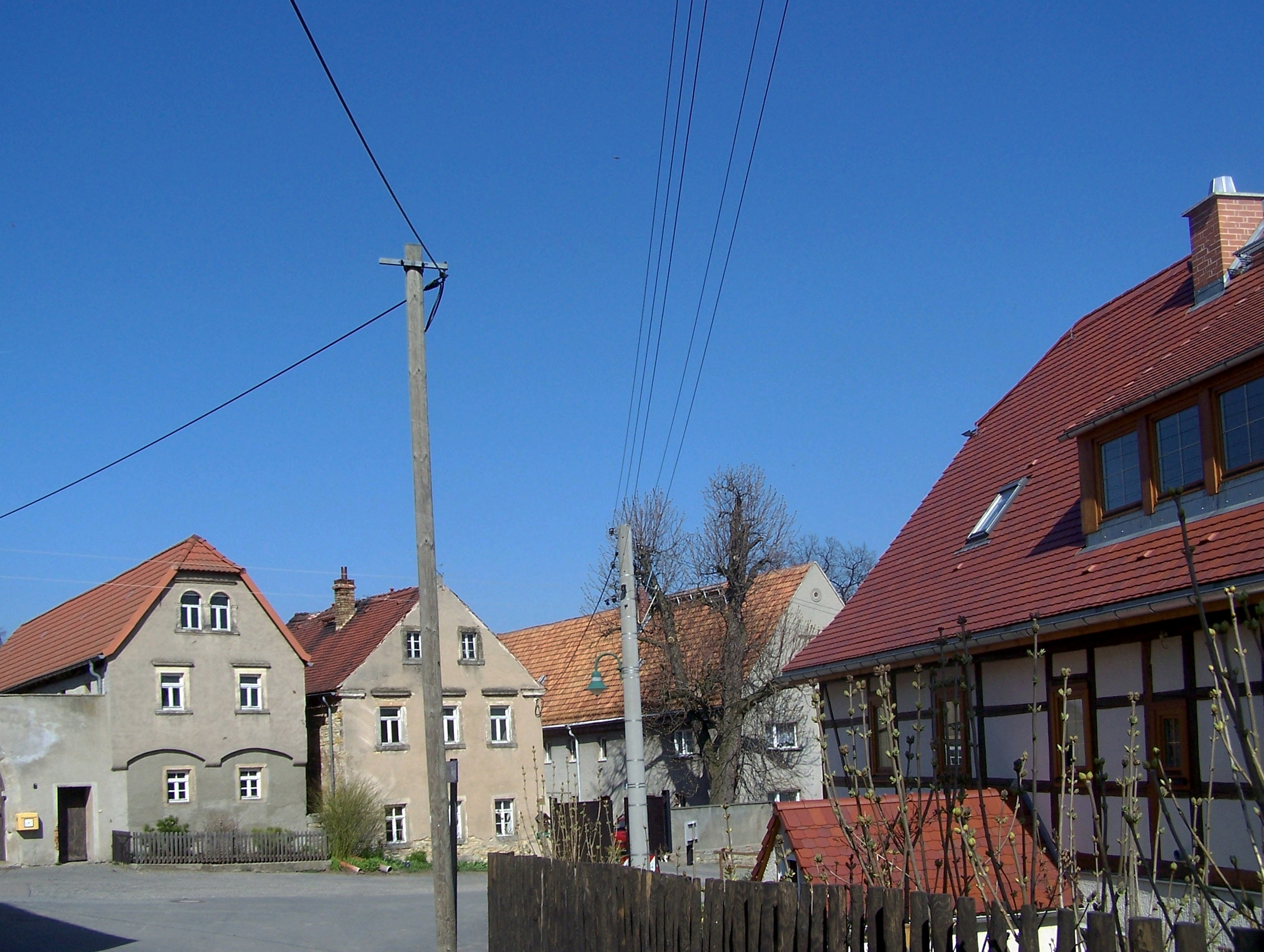
Dorfkern

### Einwohnerentwicklung
| Jahr | Einwohner                    |
| ---- | ---------------------------- |
| 1547 | 6 besessene Mann, 2 Inwohner |
| 1764 | 11 besessene Mann, 1 Häusler |
| 1834 | 113                          |
| 1871 | 110                          |
| 1890 | 144                          |
| 1910 | 171                          |
| 1925 | 150                          |
| 1939 | 146                          |
| 1946 | 156                          |
| 1950 | siehe Brabschütz             |